# Gaspar Hernández (Priester)
Gaspar Hernández Morales (* 6. Januar 1798 in Lima; † 21. Juli 1858 in Willemstad auf Curaçao) war ein aus Peru stammender Priester, Pädagoge und Politiker.

## Leben
Hernández begann seine Ausbildung am Colegio Seminario de Santo Toribio und trat sechzehnjährig in den Orden de Ministros de los Enfermos o Camilos ein. Im Juli 1814 ging er in das Kloster Santa María de la Buena Muerte und legte dort im Folgejahr nach dem Noviziat den Profess ab. Nach dem Abschluss seines Theologiestudiums wurde er 1821 von Bischof Antonio Sánchez Matas zum Priester geweiht und unterrichtete kurze Zeit als Professor für Philosophie am Colegio de Nuestra Sra. de la Buena Muerte und am Seminario Conciliar in Lima.
Der Unterschlagung beschuldigt diente er ab 1821 mehrere Jahre als Militärkaplan unter General José Ruperto de la Serna. 1830 ging er nach Puerto Rico und hatte dort auf Vermittlung des Bischofs Pedro Gutiérrez de Cos von 1832 bis 1834 eine Lehrstelle als Professor für Philosophie und Mathematik am neu gegründeten Seminario San Ildefonso in San Juan inne.
Nach dem Tod Gutiérrez de Cos’ ließ sich Hernández in Santo Domingo nieder, wo er u. a. als Pfarrer an San Carlos extramuros (1839–43) wirkte. Er stand auf der Seite der Trinitarios, die sich für die Unabhängigkeit Puerto Ricos von Haiti einsetzten, und betrieb eine philosophische Klasse, an der sich u. a. Pablo Duarte, Francisco del Rosario Sánchez, Juan Isidro Pérez und Pedro Alejandrino Pina beteiligten. Nachdem Stutz des haitianischen Präsidenten Jean-Pierre Boyer mussten er und auch der Pater Pedro Pamiés auf Befehl von Charles Rivière-Hérard die Insel in Richtung Curaçao verlassen.
Von dort ging er nach Venezuela und wirkte als Pfarrer in Altagracia de Orituco  und von 1845 bis 1848 als Interimspriester und Vikar von La Guaira. Von dort kehrte er als Pfarrer von La Vega nach Santo Domingo zurück. 1851 wurde er zum Abgeordneten der Provinz Santiago gewählt und wurde im gleichen Jahr Vizepräsident, 1853 Präsident des Abgeordnetenhauses. In dieser Eigenschaft setzte er sich besonders für die Förderung der öffentlichen Bildung ein. Im Oktober 1852 wurde er als Lehrbeauftragter für Mathematik, Vermessungswesen und Kosmographie am Colegio Nacional San Buenaventura eingesetzt.
Als Pedro Santana 1853 zum zweiten Mal zum Präsidenten der Dominikanischen Republik gewählt wurde, erließ er ein Dekret, mit dem Hernández erneut des Landes verwiesen wurde; neben ihm auch Elías Rodríguez und Santiago Díaz de Peña. Nach einem erneuten Aufenthalt auf Curaçao übernahm er unter Leitung des Bischofs Antonius Maria Claret einige Gemeinden in Santiago de Cuba und unterrichtete von 1854 bis 1856 Philosophie am Colegio Seminario San Basilio Magno.
Nachdem der Präsident Manuel de Regla Motta die Ausweisungsverfügungen seines Amtsvorgängers aufgehoben hatte, kehrte Hernández 1857 ein letztes Mal nach Santo Domingo zurück. Er wirkte dort als Vizerektor, ab 1858 als Rektor des Seminario Conciliar de Santo Tomás. Während des Staatsstreiches Santanas gegen den Präsidenten Buenaventura Báez ging Hernández abermals ins Exil nach Willemstad. Dort verbrachte er die letzten Wochen seines Lebens im Haus des Päpstlichen Vikars Martin J. Niewindt.